# Grupa z Limy
Grupa z Limy – grupa robocza powołana w 2017 roku przez Kanadę i 13 państw Ameryki Łacińskiej (Argentynę, Brazylię, Chile, Gujanę, Gwatemalę, Honduras, Kolumbię, Kostarykę, Meksyk, Panamę, Paragwaj, Peru i St. Lucię w celu znalezienia pokojowego rozwiązania kryzysu w Wenezueli. Od czasu objęcia prezydentury w Meksyku przez Andrésa Manuela Lópeza Obradora w 2018 roku, Meksyk zaczął dystansować się od stanowiska Grupy.